# Hipercromia idiopàtica de l'anell orbitari

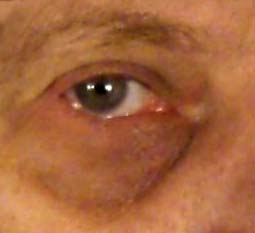
Un ull afectat per ulleres.

Les ulleres, anomenades en terminologia mèdica hipercromia idiopàtica de l'anell orbitari, melanosi periorbitària, pigmentació periocular, melanosi periocular, melanosi infraorbitària o hiperpigmentació periorbitària, són una afecció que es produeix a la pell que envolta l'ull i que dona l'aparença d'una zona fosca rodejant els ulls. Qualsevol persona pot patir-la independentment del sexe i grup ètnic. La causa immediata pot ser que aquesta zona de la pell s'ompli molt de sang. La causa mediata pot ser una malaltia o el cansament. Els tractaments que s'ofereixen no tenen efectivitat provada, segons Roh i Chung. Un grup d'investigadors informaren d'un cas documentat de tractament amb efectivitat.